# Mistrzostwa Ameryki Południowej w Piłce Siatkowej Mężczyzn 2019
XXXIII Mistrzostwa Ameryki Południowej w Piłce Siatkowej Mężczyzn odbyły się w chilijskich miastach Santiago i Temuco pomiędzy 10 a 14 września 2019 roku.
Tytułu sprzed dwóch lat obroniła reprezentacja Brazylii.

## System rozgrywek
Osiem reprezentacji podzielono na dwie grupy. W fazie grupowej drużyny rozegrały ze sobą po jednym meczu systemem kołowym. Drużyny, które po rozegraniu wszystkich spotkań w grupie zajmą 1. i 2. miejsca, utworzyły pary półfinałowe. Przegrani półfinałów zagrali o 3. miejsce, a zwycięzcy półfinałów awansowali do finału. Na podobnych zasadach odbyła się rywalizacja o miejsca 5 – 8. dla zespołów z 3. i 4. miejsc w grupach
Za zwycięstwo drużyna otrzymywała 3 punkty (3:0 lub 3:1) lub 2 punkty (3:2), a za porażkę 1 punkt (2:3) lub 0 punktów (1:3 lub 0:3).
O kolejności w tabeli decydowały kolejno: 
- liczba wygranych meczów,
- liczba punktów,
- stosunek setów,
- stosunek małych punktów
- wynik meczów bezpośrednich

## Drużyny uczestniczące
- Argentyna
- Boliwia
- Brazylia
- Chile
- Ekwador
- Kolumbia
- Peru
- Wenezuela

## Hale sportowe
| Centro Nacional de Entrenamiento Olimpico | Gimnasio Olímpico Regional UFRO |
| ----------------------------------------- | ------------------------------- |
| Santiago                                  | Temuco                          |
| Pojemność: 3000                           | Pojemność: 3200                 |

## Rozgrywki

### Faza grupowa
awans do półfinałów
     mecze o miejsca 5-8.

#### Grupa A
Temuco
| Lp. | Drużyna   | Mecze | Mecze   | Mecze   | Pkt | Sety | Sety | Sety  | Małe punkty | Małe punkty | Małe punkty |
| Lp. | Drużyna   | M     | W (3:2) | P (2:3) | Pkt | wyg. | prz. | ratio | zdob.       | str.        | ratio       |
| --- | --------- | ----- | ------- | ------- | --- | ---- | ---- | ----- | ----------- | ----------- | ----------- |
| 1   | Brazylia  | 3     | 3 (0)   | 0 (0)   | 9   | 9    | 1    | 9.000 | 243         | 172         | 1.413       |
| 2   | Argentyna | 3     | 2 (0)   | 1 (0)   | 6   | 7    | 3    | 2.333 | 240         | 172         | 1.395       |
| 3   | Kolumbia  | 3     | 1 (0)   | 2 (0)   | 3   | 3    | 6    | 0.500 | 159         | 201         | 0.791       |
| 4   | Ekwador   | 3     | 0 (0)   | 3 (0)   | 0   | 0    | 9    | 0.000 | 128         | 225         | 0.569       |

Źródło: voleysur.org
Punktacja: 3:0 i 3:1 – 3 pkt; 3:2 – 2 pkt; 2:3 – 1 pkt; 1:3 i 0:3 – 0 pkt
Zasady ustalania kolejności: 1. liczba zwycięstw; 2. liczba punktów; 3. stosunek setów; 4. stosunek małych punktów; 5. bilans w bezpośrednich meczach
| Data       | Godz. | Drużyna 1 | Wynik | Drużyna 2 | 1     | 2     | 3     | 4     | 5 | Widzów | *  |
| ---------- | ----- | --------- | ----- | --------- | ----- | ----- | ----- | ----- | - | ------ | -- |
| 10.09.2019 | 19:00 | Argentyna | 3:0   | Kolumbia  | 25:15 | 25:12 | 25:15 |       |   |        | 2  |
| 10.09.2019 | 21:00 | Brazylia  | 3:0   | Ekwador   | 25:10 | 25:16 | 25:14 |       |   |        | 4  |
|            |       |           |       |           |       |       |       |       |   |        |    |
| 11.09.2019 | 19:00 | Argentyna | 3:0   | Ekwador   | 25:11 | 25:14 | 25:12 |       |   |        | 6  |
| 11.09.2019 | 21:00 | Brazylia  | 3:0   | Kolumbia  | 25:15 | 25:10 | 25:17 |       |   |        | 8  |
|            |       |           |       |           |       |       |       |       |   |        |    |
| 12.09.2019 | 13:00 | Kolumbia  | 3:0   | Ekwador   | 25:20 | 25:14 | 25:17 |       |   |        | 9  |
| 12.09.2019 | 15:00 | Brazylia  | 3:1   | Argentyna | 25:23 | 25:21 | 18:25 | 25:21 |   |        | 10 |

#### Grupa B
Santiago
| Lp. | Drużyna   | Mecze | Mecze   | Mecze   | Pkt | Sety | Sety | Sety  | Małe punkty | Małe punkty | Małe punkty |
| Lp. | Drużyna   | M     | W (3:2) | P (2:3) | Pkt | wyg. | prz. | ratio | zdob.       | str.        | ratio       |
| --- | --------- | ----- | ------- | ------- | --- | ---- | ---- | ----- | ----------- | ----------- | ----------- |
| 1   | Wenezuela | 3     | 2 (0)   | 1 (1)   | 7   | 8    | 4    | 2.000 | 278         | 245         | 1.135       |
| 2   | Chile     | 3     | 2 (0)   | 1 (0)   | 6   | 7    | 3    | 2.333 | 241         | 180         | 1.339       |
| 3   | Peru      | 3     | 2 (1)   | 1 (0)   | 5   | 6    | 5    | 1.200 | 225         | 231         | 0.974       |
| 4   | Boliwia   | 3     | 0 (0)   | 3 (0)   | 0   | 0    | 9    | 0.000 | 138         | 226         | 0.611       |

Źródło: voleysur.org
Punktacja: 3:0 i 3:1 – 3 pkt; 3:2 – 2 pkt; 2:3 – 1 pkt; 1:3 i 0:3 – 0 pkt
Zasady ustalania kolejności: 1. liczba zwycięstw; 2. liczba punktów; 3. stosunek setów; 4. stosunek małych punktów; 5. bilans w bezpośrednich meczach
| Data       | Godz. | Drużyna 1 | Wynik | Drużyna 2 | 1     | 2     | 3     | 4     | 5     | Widzów | *  |
| ---------- | ----- | --------- | ----- | --------- | ----- | ----- | ----- | ----- | ----- | ------ | -- |
| 10.09.2019 | 18:30 | Wenezuela | 2:3   | Peru      | 25:22 | 21:25 | 21:25 | 25:17 | 14:16 |        | 1  |
| 10.09.2019 | 20:30 | Chile     | 3:0   | Boliwia   | 25:9  | 25:17 | 25:13 |       |       |        | 3  |
|            |       |           |       |           |       |       |       |       |       |        |    |
| 11.09.2019 | 18:30 | Wenezuela | 3:0   | Boliwia   | 25:13 | 25:17 | 25:19 |       |       |        | 5  |
| 11.09.2019 | 20:30 | Chile     | 3:0   | Peru      | 25:14 | 25:17 | 25:13 |       |       |        | 7  |
|            |       |           |       |           |       |       |       |       |       |        |    |
| 12.09.2019 | 18:30 | Peru      | 3:0   | Boliwia   | 25:12 | 26:24 | 25:14 |       |       |        | 11 |
| 12.09.2019 | 20:30 | Chile     | 1:3   | Wenezuela | 22:25 | 20:25 | 25:21 | 24:26 |       |        | 12 |

### Faza finałowa

#### Rywalizacja o miejsca 5-8. - półfinały
Temuco
| Data       | Godz. | Drużyna 1 | Wynik | Drużyna 2 | 1     | 2     | 3     | 4 | 5 | Widzów | *  |
| ---------- | ----- | --------- | ----- | --------- | ----- | ----- | ----- | - | - | ------ | -- |
| 13.09.2019 | 19:00 | Peru      | 3:0   | Ekwador   | 25:22 | 25:22 | 25:15 |   |   |        | 13 |
| 13.09.2019 | 21:00 | Kolumbia  | 3:0   | Boliwia   | 25:19 | 25:19 | 25:18 |   |   |        | 14 |

#### Półfinały
Santiago
| Data       | Godz. | Drużyna 1 | Wynik | Drużyna 2 | 1     | 2     | 3     | 4 | 5 | Widzów | *  |
| ---------- | ----- | --------- | ----- | --------- | ----- | ----- | ----- | - | - | ------ | -- |
| 13.09.2019 | 18:30 | Wenezuela | 0:3   | Argentyna | 13:25 | 16:25 | 13:25 |   |   |        | 15 |
| 13.09.2019 | 20:30 | Brazylia  | 3:0   | Chile     | 25:16 | 25:17 | 25:21 |   |   |        | 16 |

#### Mecz o 7. miejsce
Temuco
| Data       | Godz. | Drużyna 1 | Wynik | Drużyna 2 | 1     | 2     | 3     | 4     | 5 | Widzów | *  |
| ---------- | ----- | --------- | ----- | --------- | ----- | ----- | ----- | ----- | - | ------ | -- |
| 14.09.2019 | 19:00 | Ekwador   | 3:1   | Boliwia   | 22:25 | 25:15 | 25:23 | 25:21 |   |        | 17 |

#### Mecz o 5. miejsce
Temuco
| Data       | Godz. | Drużyna 1 | Wynik | Drużyna 2 | 1     | 2     | 3     | 4     | 5     | Widzów | *  |
| ---------- | ----- | --------- | ----- | --------- | ----- | ----- | ----- | ----- | ----- | ------ | -- |
| 14.09.2019 | 21:00 | Peru      | 3:2   | Kolumbia  | 25:23 | 13:25 | 20:25 | 26:24 | 15:10 |        | 18 |

#### Mecz o 3. miejsce
Santiago
| Data       | Godz. | Drużyna 1 | Wynik | Drużyna 2 | 1     | 2     | 3     | 4 | 5 | Widzów | *  |
| ---------- | ----- | --------- | ----- | --------- | ----- | ----- | ----- | - | - | ------ | -- |
| 14.09.2019 | 16:00 | Wenezuela | 0:3   | Chile     | 21:25 | 18:25 | 13:25 |   |   |        | 19 |

#### Finał
Santiago
| Data       | Godz. | Drużyna 1 | Wynik | Drużyna 2 | 1     | 2     | 3     | 4     | 5     | Widzów | *  |
| ---------- | ----- | --------- | ----- | --------- | ----- | ----- | ----- | ----- | ----- | ------ | -- |
| 14.09.2019 | 18:30 | Argentyna | 2:3   | Brazylia  | 26:24 | 25:22 | 29:31 | 20:25 | 13:15 |        | 20 |

## Klasyfikacja końcowa
| Miejsce | Reprezentacja |
| ------- | ------------- |
| złoto   | Brazylia      |
| srebro  | Argentyna     |
| brąz    | Chile         |
| 4.      | Wenezuela     |
| 5.      | Peru          |
| 6.      | Kolumbia      |
| 7.      | Ekwador       |
| 8.      | Boliwia       |

## Nagrody indywidualne
| MVP        | Najlepszy atakujący | Najlepsi przyjmujący       | Najlepsi środkowi              | Najlepszy rozgrywający | Najlepszy libero |
| ---------- | ------------------- | -------------------------- | ------------------------------ | ---------------------- | ---------------- |
| Alan Souza | Bruno Lima          | Dusan Bonacic Joandry Leal | Gabriel Araya Flávio Gualberto | Matías Sánchez         | Santiago Danani  |